# اچ‌ام‌اس کورومندل (۱۸۵۵)
اچ‌ام‌اس کورومندل (۱۸۵۵) (به انگلیسی: HMS Coromandel (1855)) یک کشتی بود که طول آن ۱۷۲ فوت (۵۲ متر) بود.